# Astragalus prattii
Astragalus prattii är en ärtväxtart som beskrevs av George Simpson. Astragalus prattii ingår i släktet vedlar, och familjen ärtväxter.

## Underarter
Arten delas in i följande underarter:
- A. p. prattii
- A. p. uniflorus